# Matrona (Romeinen)

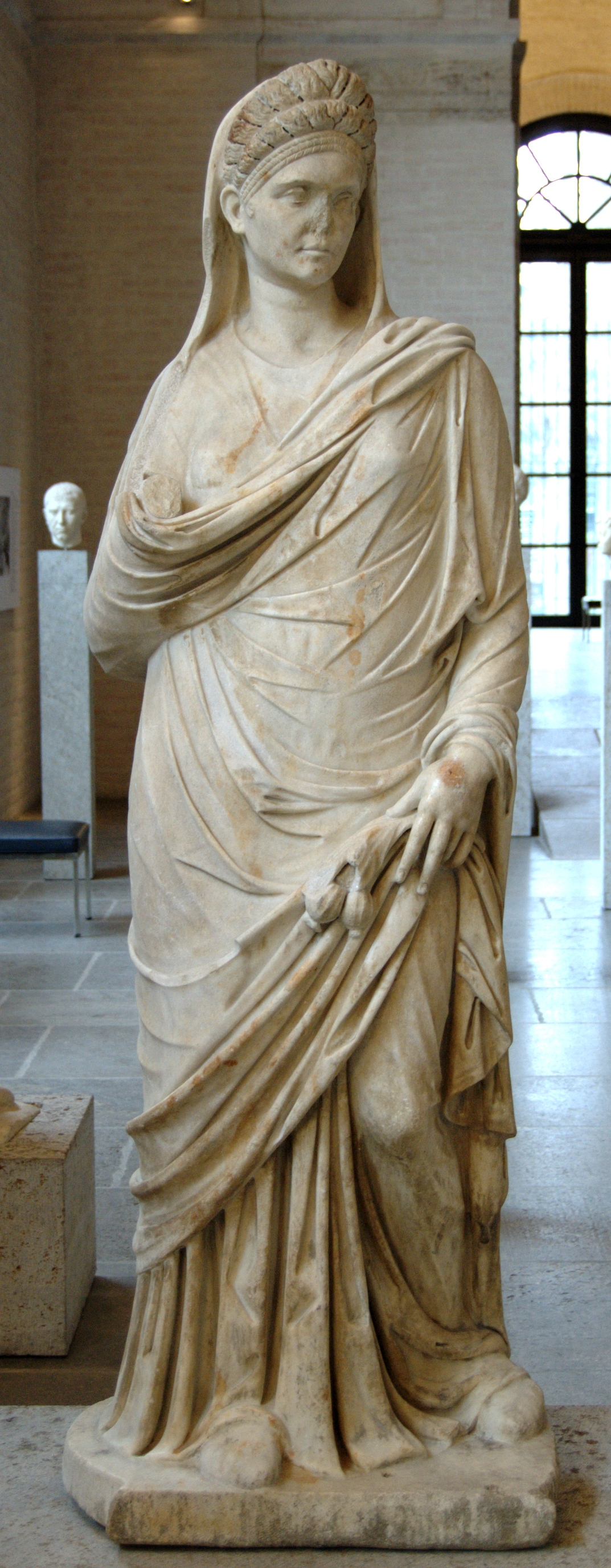
Standbeeld van een matrona (ca. 100–110 n.Chr., Glyptothek München).

Een matrona (cf. mater en patronus) was in de enge zin van het woord een Romeinse vrouw die sine manu was en het equivalent van Cicero's tantummodo uxor, en zij werd matrona genoemd voordat zij kinderen had. Omdat het Romeinse huwelijk cum manu aan het einde van de Romeinse Republiek verdween, verdween ook het onderscheid tussen matrona en mater familias.

## De matrona in ruimere zin
De term "matrona" wordt vaak in een ruimere betekenis gebruikt, in het bijzonder voor voorname dames. Deze vrouwen uit de Romeinse elite hadden eenzelfde functie als een patronus: ook zij leenden geld aan onder andere de staat. Matronae werd het zelfs in 395 v.Chr. toegestaan om in een pilentum (vierwielige wagen) of carpentum (tweewielige wagen) respectievelijk naar offers of spelen te reizen. In 390 v.Chr. werd zelfs bepaald dat matronae - net zoals mannen - een eulogie verdienden. Een matrona moest het huishouden draaiende houden.

## Maatschappelijk leven
Matronae schijnen zich te hebben georganiseerd, wat bijvoorbeeld blijkt uit hun pleidooi voor de afschaffing van de lex Oppia en hun verzet tegen de maatregelen van het tweede triumviraat, hoewel de Romeinse mannen dit als ongepast gedrag voor een matrona bestempelden. Ook de senaat beschouwde hen als een aparte ordo (stand). In de keizertijd werd er zelfs een conventus matronalis opgericht, om het gedrag en de etiquette voor matronae vast te leggen.
Een matrona was te herkennen aan haar stola en in het haar gevlochten vittae (haarbanden), die ze sinds de keizertijd verplicht waren in hun haar te dragen. Onder Vespasianus mochten enkel matronae wier echtgenoot senator was een met purper gezoomde stola en palla (mantel) dragen.
Ook in de Romeinse religie traden de matronae op tijdens de Matronalia en andere festivals, in het bijzonder die gewijd aan Iuno. Ook de cultus van Fortuna muliebris en Pudicitia Plebeia werd door matronae gesticht.

## Referentie
- M-L. Deißmann-Merten, art. matrona, in NP 7 (1999), col. [1030].

## Verder lezen
- J. Gagé, Matronalia. Essai sur les dévotions et les organisations cultuelles des femmes dans l'ancienne Rome, Brussel, 1963.
- P. Grimal, Matrona (les lois, les mœurs et le langage), in R. Braun (ed.), Hommage à J. Granarolo, Parijs, 1985, pp. 195-203.
- B. Holtheide, Matrona stolata - femina stolata, in ZPE 38 (1980), pp. 127-134.
- M. Kaser, Das römische Privatrecht, 2 dln., München, 19712, 19752.
- B.I. Scholz, Untersuchungen zur Tracht der römischen Matrona, Keulen - Wenen, 1992.
- J.L. Sebesta - L. Bonfante (edd.), The World of Roman Costume, Madison, 1994.
- S. Treggiari, Roman Marriage: Iusti Coniuges from the Time of Cicero to the Time of Ulpian, Oxford, 1991.
- G. Wissowa, Religion und Kultus der Römer, München, 1902.